# Frank van der Goes
Franc van der Goes (Amsterdam, 13 februari 1859 – Laren, 5 juni 1939) was een Nederlandse journalist, marxistisch theoreticus en een van de oprichters van de SDAP. Hij spelde zijn voornaam als Frank, had als roepnaam Goes en gebruikte de pseudoniemen D.H. (= Den Haag), Mr. F.P.V.K. en Ph. Hack van Outheusden.

## Biografie
Van der Goes was de zoon van de assuradeur Willem van der Goes en Johanna Cnoop Koopmans. Op de HBS leerde hij de dichter Jacques Perk kennen. Hij volgde een opleiding tot assuradeur en was enige jaren actief aan de Amsterdamse effectenbeurs, maar zijn belangstelling lag vooral bij de letteren en de politiek. Hij behoorde in 1881 tot de oprichters van het letterkundig genootschap Flanor, maar hij stapte op 13 januari 1882 alweer op, omdat zijn voorstel om Multatuli te huldigen niet werd gesteund.
In 1885 stond Van der Goes aan de wieg van De Nieuwe Gids, het literair tijdschrift van de Tachtigers. In 1886 schreef hij Majesteitsschennis, naar aanleiding van een veroordeling van Ferdinand Domela Nieuwenhuis. Dit leidde tot zijn tijdelijke verbanning van de effectenbeurs. In 1892 stopte hij definitief met zijn beursactiviteiten nadat hij zich in de ogen van zijn collega's onmogelijk had gemaakt door een felle politieke speech, die hem tevens zijn bijbanen als docent declamatie aan de Amsterdamsche Toneelschool en het Amsterdamsch Conservatorium kostte. In 1893 zegde hij, met de meeste andere redacteuren, elke medewerking aan De Nieuwe Gids op, het blad verder overlatend aan Willem Kloos, wiens afkeer van elke vorm van politieke stellingname de breuk had veroorzaakt.
In 1894 was hij – samen met onder meer Pieter Jelles Troelstra en Hendrik Spiekman – een van "de twaalf apostelen van de SDAP", die de Sociaal-Democratische Arbeiderspartij oprichtten. Hij drukte sterk zijn stempel op het partijprogramma, maar werd niet in het bestuur gekozen, volgens sommigen omdat hij zich daarvoor te deftig ("heerachtig") gedroeg. Hij werkte mee aan De Kroniek van Pieter Lodewijk Tak en in 1896 was hij medeoprichter van De Nieuwe Tijd. Van 1899 tot 1912 was hij tevens privaatdocent in de staathuishoudkunde aan de Amsterdamse Gemeente Universiteit. Later werd hij redacteur van Het Volk (1912-1925). Hij vertaalde Das Kapital van Karl Marx in het Nederlands, samen met Maurits Triebels (deel I) en Anton Pannekoek (deel II).
Zijn politieke loopbaan was zeer bewogen. In 1932 verliet Van der Goes de SDAP, die volgens hem te veel naar rechts was afgegleden. Hij sloot zich aan bij de door Piet J. Schmidt en Jacques de Kadt opgerichte Onafhankelijke Socialistische Partij (OSP), waarvan hij het partijblad De Fakkel redigeerde. In 1935 fuseerde de OSP met de Revolutionair-Socialistische Partij (RSP) van Henk Sneevliet tot de Revolutionair-Socialistische Arbeiderspartij (RSAP). Deze laatste partij – die hem te trotskistisch was – verliet hij al snel. Hij behoorde vervolgens tot de oprichters van de Bond van Revolutionaire Socialisten (BRS). Hij werd lid van de redactie van het tijdschrift van de BRS, De Socialist.
Kort voor zijn dood, op zijn tachtigste verjaardag in 1939, werd hem de bloemlezing Uit het Werk van Frank van der Goes aangeboden, met een voorrede van Henriette Roland Holst.

## Privéleven
Op 2 maart 1893 trouwde hij met Marie Koens. Ze kregen vier dochters.